# Like а Prayer
„Like a Prayer“ („Като Молитва“) е четвъртият албум на американската певица и текстописка Мадона, издаден на 21 март 1989 от Sire Records. На 16 юли 1997 г. RIAA му дава 4 пъти платинен статус с отчетени 4 млн. копия продадени в САЩ, превръщайки го в 7-и най-продаван албум там. По света са продадени над 11 млн. копия.

## История на албума
„Like a Prayer“ обединява рок, денс, поп, соул и фънк елементи. Списание Rolling Stones го приветства като „най-близкото приближаване на поп музиката до изкуството“. Записан през 1988 г. в сътрудничество с Патрик Ленърд и Стивън Брей, албумът вклчва дует с Принс, както и първата от няколко песни от репертоара ѝ относно смъртта на майка ѝ – „Promise to Try“. Албумът е посветен на „майка ми, която ме научи да се моля“. Тя също пее и за проваления ѝ брак с актьора Шон Пен в „Till Death Do Us Part“ („Докато Смъртта Ни Раздели“).
Преди официалното ѝ издаване, „Пепси“ решава да използва заглавната песен, „Like a Prayer“, за рекламата на безалкохолна напитка с участието на Мадона. В допълнение компанията подписва договор за спонсорство на нейното Blond Ambition Tour, предстоящо през 1990 г. Рекламата бива излъчена само 2 пъти преди излъчването на самия видеоклип към песента по MTV. От „Пепси“ си нямали и представа какво представлява видеото: Мадона става свидетел на убийство, целува черен светец (St. Martin de Porres), показва стигмата (белези от разпъване на кръст), след като порязва дланите си на нож, и танцува сред поле от горящи кръстове. Някои религиозни групи се разгневяват до толкова, че заплашват да бойкотират „Пепси“, които от своя страна решили да прекратят рекламната кампания и спонсорството на турнето, въпреки че Мадона си запазва договорените $5 млн. Промоционалните кутии с лика на Мадона били изтеглени и сега са една от най-търсената колекционерска рядкост.
Вероятно поради шумът около „Like a Prayer“, песента бързо се изкачва на номер едно в класацията Billboard Hot 100 в САЩ. Албумът дебътира на 11-а позиция, а след три се изкачва на челната, където се задържа за повече от месец. Синглите „Express Yourself“ („Изрази Себе Си“) и „Cherish“ („Обичам“) се изкачват до втората позиция. „Oh Father“ („О, Татко“) е най-малко успещният ѝ от 1984 г. дотогава, стгайки до номер 20. „Keep It Together“ („Да Останем Сплотени“) стига до номер 8, а „Dear Jessie“ („Скъпа Джеси“) става хит в Англия със своето анимирано видео.
Според списък, публикуван от списание Time на 13 ноемвври 2006 г. „Like a Prayer“ се нарежда сред 100-те май-велики албума на всички времена. През 2003 г. списание Rolling Stones го обявява за 273-тия сред най-великите албуми на всички времена. Отделно албумът е включен в книгата „1001 албума, които трябва да чуете, преди да умрете“.

## Списък на песните
1. „Like a Prayer“ – 5:39
2. „Express Yourself“ – 4:37
3. „Love Song“ – 4:52
4. „Till Death Do Us Part“ – 5:16
5. „Promise to Try“ – 3:36
6. „Cherish“ – 5:03
7. „Dear Jessie“ – 4:20
8. „Oh Father“ – 4:57
9. „Keep It Together“ – 5:03
10. „Spanish Eyes“ – 5:15
11. „Act of Contrition“ – 2:19